# Гермоген Парнасий
Гермоген Парнасий — префект Египта (357—359), грек по национальности.
Родился и жил в городе Патры (Ахайя), однако в определённый момент покинул родной город и стал членом муниципального совета (декурионом). В 357 году куриал Парнасий становится префектом Египта.
Слыл прямым и честным человеком.
В ходе Скифопольского процесса его имущество было конфисковано, а сам он был обвинён в государственной измене и приговорён сначала к смертной казни, а затем к ссылке. По свидетельству современников Парнасий говорил о том, что ему незадолго перед упомянутыми событиями приснился сон, не предвещающий ничего хорошего.

Часто слышали, как он задолго до этого рассказывал следующее: когда он покидал Патры, город Ахайи, где он родился и жил, чтобы заслужить какую-нибудь должность, он увидел сон, будто много теней в костюмах трагических актёров устраивают ему проводы
— Аммиан Марцеллин.Книга XIX
Находился в дружественных отношениях с Юлианом, который уже после смерти Констанция, в письме ему писал:

«О, как нежданно я спасся! О, как нежданно я услышал известие и о твоем избавлении от трехголовой гидры!»— Юлиан Гермогену, бывшему префекту Египта
По-видимому, под «трёхголовой гидрой» имеется в виду Скифопольский процесс.
Возможно, что Парнасий также занимался философией и преподавательской деятельностью. Евнапий упоминает некого Парнасия, жившего во времена Юлиана, Гимерия и ряда других философов.